# Tercera División de España 1987-88
La temporada 1987-88 de la Tercera División de España de fútbol fue la cuarta categoría de las Ligas de fútbol de España durante esta campaña, por debajo de la Segunda División B y por encima de las Divisiones regionales. Comenzó el 30 de agosto de 1987 y finalizó el 19 de junio de 1988. 
Para esta temporada, se amplió el número de grupos de la categoría de 16 a 17. En la anterior campaña el Grupo VII abarcaba los territorios de las autonomías de Castilla-La Mancha y de Comunidad de Madrid; para ésta se dividió en 2: el antiguo Grupo VII comenzó a ocupar solamente la comunidad madrileña y el nuevo Grupo XVII le correspondió la comunidad castellanomanchega.

## Ascenso a Segunda División B
Obtuvieron el ascenso a Segunda División B los campeones de cada grupo, los cuales fueron los siguientes:
| Grupo I - Racing C. de Ferrol Grupo II - R. Oviedo Aficionado Grupo III - S.D. Unión Club - Santoña C.F. Grupo IV - Baracaldo C.F. Grupo V - Palamós C.F. Grupo VI - Nules C.F. | Grupo VII - C.D. Pegaso Grupo VIII - S.D. Gimnástica Medinense Grupo IX - R. Jaén C.F. Grupo X - Algeciras C.F. Grupo XI - C.D. Santa Ponsa Grupo XII - C.D. Marino | Grupo XIII - Torrevieja C.F. Grupo XIV - C.D. Don Benito Grupo XV - C.D. Calahorra Grupo XVI - C.D. Binéfar Grupo XVII - Atlético Tomelloso |

- El primer clasificado del Grupo III, la S.D. Unión Club renunció a ascender de categoría por lo que el representante del grupo que subió a Segunda División B fue el segundo clasificado: el Santoña C.F..[56]